# Solanum asperum
Solanum asperum là loài thực vật có hoa trong họ Cà. Loài này được Rich. miêu tả khoa học đầu tiên năm 1792.